# Daniel Arcas
Daniel Arcas Aznar (Barcellona, 22 giugno 1990) è un pilota motociclistico spagnolo.

## Carriera
Dopo aver esordito come wildcard nel Gran Premio di Catalogna del 2008, corre tutte le gare dal Gran Premio del Giappone con il team Blusens Aprilia in sostituzione di Eugene Laverty. A fine stagione è 25º grazie ai 2 punti conquistati con il 14º posto nell'ultimo gran premio della stagione.
Nel motomondiale 2009 registra un'altra presenza in occasione del Gran Premio motociclistico d'Italia, sostituisce il connazionale Aitor Rodríguez, senza ottenere punti validi per la classifica iridata. In questo stesso anno ha gareggiato nel campionato nazionale spagnolo della classe Extreme portando in gara una delle nuove Moto2 in fase di test nell'attesa del debutto ufficiale di questa classe nel motomondiale 2010.

## Risultati nel motomondiale
| 2008 | Classe | Moto            |  |  |  |  |  |  |     |  |  |  |    |  |  |    |    |    |    |    | Punti | Pos. |
| ---- | ------ | --------------- |  |  |  |  |  |  | --- |  |  |  | -- |  |  | -- | -- | -- | -- | -- | ----- | ---- |
| 2008 | 250    | Honda e Aprilia |  |  |  |  |  |  | Rit |  |  |  | NE |  |  | AN | 20 | 16 | 17 | 14 | 2     | 25º  |

| 2009 | Classe | Moto    |  |  |  |  |    |  |  |    |  |  |  |  |  |  |  |  |  |  | Punti | Pos. |
| ---- | ------ | ------- |  |  |  |  | -- |  |  | -- |  |  |  |  |  |  |  |  |  |  | ----- | ---- |
| 2009 | 250    | Aprilia |  |  |  |  | 20 |  |  | NE |  |  |  |  |  |  |  |  |  |  | 0     |      |

| Legenda | 1º posto        | 2º posto            | 3º posto            | A punti      | Senza punti        | Grassetto – Pole position Corsivo – Giro più veloce |
| Legenda | Gara non valida | Non qual./Non part. | Ritirato/Non class. | Squalificato | '-' Dato non disp. | Grassetto – Pole position Corsivo – Giro più veloce |